# ナラノヤエザクラ
ナラノヤエザクラ（奈良の八重桜）もしくはナラヤエザクラ（奈良八重桜）（学名: Prunus verecunda 'Antiqua'）はサクラの栽培品種の一つ。オクヤマザクラ（カスミザクラ）の変種で、4月下旬から5月上旬に開花する八重桜である。他の桜に比べて開花が遅く、八重桜の中では小ぶりな花をつけるのが特徴である。「奈良の八重桜」は八重桜の一品種であり、奈良に植わっている八重桜の総称ではない。
ナラノヤエザクラは『詞花和歌集』の伊勢大輔の和歌により著名になった八重桜である。『詞花集』には「一条院御時、奈良の八重桜を人のたてまつりて侍けるを、そのおり御前に侍ければ、その花をたまひて、歌よめとおほせられければよめる」とあり、伊勢大輔は「いにしへの奈良のみやこの八重ざくらけふ九重ににほひぬるかな」と詠んでいる。奈良の文化の一片を今に伝える桜であり、奈良を代表する花として、奈良県の県の花・奈良市の花に制定され、奈良市章にも用いられている。

## 概要
ナラノヤエザクラは落葉高木であり、カスミザクラが重弁化した変種であると考えられている。ナラノヤエザクラの繁殖力は極めて弱く、殖やすのが非常に難しい。樹勢は弱く、寿命も短い。後述する「知足院奈良八重桜」も1923年に天然記念物に指定された樹は既に枯れてしまっている。

### 芽
芽は赤紫色を帯びた褐色をしている。芽は最終的に、長さ 5 センチメートルから 9 センチメートル、幅 2.5 センチメートルから 5 センチメートル に成長した葉になる。

### 葉
葉身の全体の形は長楕円状倒卵形で、葉身の先端は尾状鋭尖形をしている。葉身の基部は円形もしくは心臓形（ハート型）で、ほとんどが円形である。葉身の周辺にある鋸歯は重鋸歯（大きなギザギザにさらに小さなギザギザあること）で先端は鋭く尖っている（鋭尖形）。葉身の表側は暗い黄緑色をしており、光沢は無く、表側の全面に毛がまばらに存在する。葉身の裏側は白っぽい黄緑色をしており、葉脈の上に毛が生えている。
葉柄には伏せていない毛（開出毛）が生えており、上端から少し下に濃い紅紫色の蜜腺が存在する。

### 花

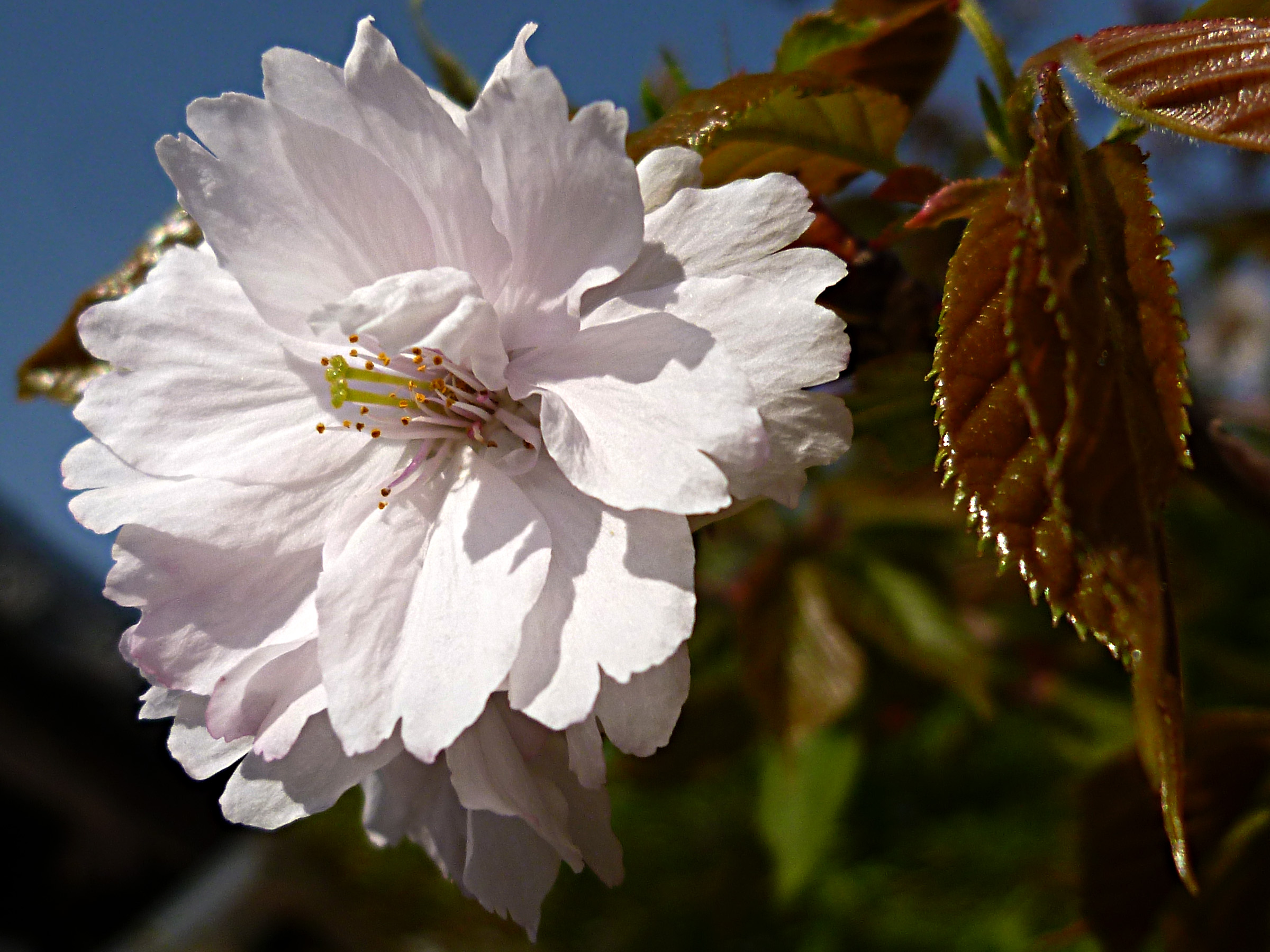
花の拡大画像

花序は散房花序をしており 2 - 4 花からなる。鱗片葉は紅紫色、苞は緑色で基部は紅紫色をしている。花柄と小花柄には白色の開出毛が存在する。萼筒は長鐘形をしており、外側に毛がまばらに存在する。萼裂片は内側外側とも毛がないが縁に縁毛がある。花弁は「奈良市史 自然編」によると 22 枚から 79 枚、「新日本の桜」によると 30 枚から 36 枚とされる。花弁は楕円形で先端は二つに深く裂けたいわゆる「桜の花びら」の形をしている。花弁の色は淡い紅色である。雄しべは「奈良市史 自然編」によると 10 本から 42 本、「新日本の桜」によると 32 本から 45 本とされる。雌しべは 1 本から 4 本である。
ナラノヤエザクラはカスミザクラが重弁化した品種であるため、八重桜にしては小ぶりで清楚な花を咲かせる。花は 4 月下旬から 5 月上旬に咲き、ゴールデンウィークの頃に満開となる。

### 果実
他の八重桜と違い、ナラノヤエザクラには果実がよく実る。ただし、果実は若いときに枝から落ちることが多く、残って成熟する果実は珍しい。ナラノヤエザクラの花には複数の雌しべがあるため、果実もしばしば複数個くっついた状態になっている。果実は黒く熟し、食べると苦味と酸味がある。

### 系統・学名
岡本勇治はナラノヤエザクラはケヤマザクラが重弁化したものであるとその著で指摘している。ケヤマザクラの学名はその後にいくどかの変更があり、また和名についてはケヤマザクラはヤマザクラにも毛のあるものがあるため現在ではカスミザクラが採用されている（和名には命名規約がない）。ナラノヤエザクラはカスミザクラが重弁化したものとなる。ナラノヤエザクラには果実が複数実ることがある。三好学（1922）は「Kapell（心皮）1-2」と指摘し、牧野富太郎（1926）は「ovarios often 2」としている。これ以降の一文はこれらから援用して表現されたものである。
三好学はナラノヤエザクラの学名を Prunus antiqua （antiquus = '古代の'；「いにしえの桜」の意）と名づけた。しかし、ナラノヤエザクラは重弁化したものであり種や変種とするのではなく品種とするのが適当である。

## 歴史

### 伝説・伝承
奈良市の告示「市徽章ノ件」は、当時の学問水準がまだ充分でなかったために間違いが多い。
奈良の旧都に美しい八重桜があった事実は『詞花和歌集』『袋草子』『沙石集』『徒然草』などの文献に、また江戸時代の図譜として残されている。
江戸時代初期、1678年に出版された『奈良名所八重桜』は奈良の八重桜について記述している。『奈良名所八重桜』は名所案内記に名をかりたフィクションであり、東大寺、興福寺はじめ作り話が多い。北川尚史は評して「講談師見てきたようなウソをつき」と記している。記述によると、天平時代、聖武天皇は三笠山奥の谷間で美しい八重桜を見つけ、その八重桜の話を光明皇后にしたところ、光明皇后は一枝でも構わないから見てみたいと大変興味を持った。聖武天皇の臣下たちは気をきかせ、その八重桜を宮中に移植した。以来、春ごとにその桜を宮中の庭で楽しみ続けられたという。まさに講談師の演目そのものである。天理大学の教授はこの書を絶賛している。すでに和田萬吉（1916）はこの書を「往々荒唐無稽に陥り、かの愚夫愚婦の迷信を助長する縁起集を読み行くが如き感あり」としている。
ナラノヤエザクラは伊勢大輔の詠んだ和歌により名高い。
いにしへの 奈良の都の 八重桜 けふ九重に 匂ひぬるかな
『七大寺巡礼私記』には、奈良の都の八重桜が植わっていた場所と開花時期が記載されている。記載によると、奈良の八重桜は興福寺の東円堂にあり、他の全ての桜が散ってから咲く遅咲き桜であったとされる。
於興福寺東門之北脇、其堂※1南門之西脇有櫻樹
所謂奈良都之八重櫻是也、古傅云、此櫻一切櫻花散之後、始以開敷、是爲奇特云ゝ※2
アハレテフコトヲアマタニヤラシトヤ、ハルニヲクレテヒトリサクラム※3 

### 再発見

奈良市章

奈良の八重桜は奈良市が市制施行した5年後の1903年に制定された奈良市章の素地となっている。この市章は天平時代から奈良にゆかりの深い、奈良の八重桜をかたどり、花芯を「奈」の字に見立てたデザインである。当時の名所案内記にも東円堂跡・師範学校内にナラノヤエザクラが記載されている。
1922年に東京大学の植物学者であった三好学が東大寺知足院の裏山に植わっていた特徴ある八重桜を岡本勇治の案内で視察（調査）した（三好の岡本への追悼文より）。小清水卓二は1922年4月に三好が発見したとするが、三好の論文の掲載号はこの年の1月である。三好は論文で産地として「京都と奈良」をあげている。ナラノヤエザクラは岡本勇治が大正10年頃（この年に三好が来県しているので早い月か前年）に天然記念物指定申請をおこなっている。申請は知足院のほか師範学校、春日神社（現春日大社）の三樹である。大阪朝日新聞大和版にも関連の記事がある。この「知足院の奈良八重桜」は1923年に国の天然記念物に指定されている。三好や戦前の文部省では「知足院の奈良八重桜」としているが官報に印刷ミスがあったらしく「知足院ナラノヤエザクラ」（戦後は名前はカタカナで表記することになった）としているが、申請は三樹であり、やはり「知足院のナラノヤエザクラ」とするのが正しい。諸説あるが文化庁のデータベースで確認すると、登録名称は知足院ナラノヤエザクラとなっている。
ナラノヤエザクラは奈良を代表する花として1968年には奈良県花に制定された。さらに1998年には奈良市花に制定されている。